# پاینتاپ کانتری کلاب (آریزونا)
پاینتاپ کانتری کلاب (به انگلیسی: Pinetop Country Club) یک منطقهٔ مسکونی در ایالات متحده آمریکا است که در آریزونا واقع شده‌است. پاینتاپ کانتری کلاب ۱۷٫۵۰ کیلومتر مربع مساحت و ۲٬۳۸۷ نفر جمعیت دارد و ۲٬۱۹۹ متر بالاتر از سطح دریا واقع شده‌است.